# Episodi di S.W.A.T. (seconda stagione)
La seconda ed ultima stagione della serie televisiva S.W.A.T. è stata trasmessa negli USA sulla CBS dal 13 settembre 1975 al 3 aprile 1976.
| n°  | Titolo originale           | Prima TV USA      |
| --- | -------------------------- | ----------------- |
| 1/2 | Deadly Tide                | 13 settembre 1975 |
| 3   | Kill S.W.A.T.              | 20 settembre 1975 |
| 4   | Dealers in Death           | 27 settembre 1975 |
| 5   | Time Bomb                  | 4 ottobre 1975    |
| 6   | The Vendetta               | 11 ottobre 1975   |
| 7   | Criss-Cross                | 18 ottobre 1975   |
| 8   | Vigilante                  | 25 ottobre 1975   |
| 9   | Courthouse                 | 1º novembre 1975  |
| 10  | Ordeal                     | 8 novembre 1975   |
| 11  | Strike Force               | 15 novembre 1975  |
| 12  | The Swinger                | 22 novembre 1975  |
| 13  | Terror Ship                | 29 novembre 1975  |
| 14  | Murder by Fire             | 6 dicembre 1975   |
| 15  | Silent Night, Deadly Night | 13 dicembre 1975  |
| 16  | The Running Man (Part 1)   | 24 gennaio 1976   |
| 17  | The Running Man (Part 2)   | 24 gennaio 1976   |
| 18  | Lessons in Fear            | 31 gennaio 1976   |
| 19  | Deadly Weapons             | 21 febbraio 1976  |
| 20  | The Chinese Connection     | 28 febbraio 1976  |
| 21  | Dragons and Owls           | 6 marzo 1976      |
| 22  | Any Second Now             | 13 marzo 1976     |
| 23  | Soldier on the Hill        | 16 marzo 1976     |
| 24  | Dangerous Memories         | 20 marzo 1976     |
| 25  | Officer Luca, You're Dead  | 3 aprile 1976     |